# Anteon exiguum
Anteon exiguum är en stekelart som först beskrevs av Haupt 1941.  Anteon exiguum ingår i släktet Anteon, och familjen stritsäcksteklar. Arten är reproducerande i Sverige.